# Mauricio Rivas
Cristian Mauricio Rivas Vásquez (Pereira, Risaralda, Colombia, 13 de febrero de 1991) es un futbolista profesional colombiano. Juega como defensa.

## Clubes
| Club                      | País       | Año         |
| ------------------------- | ---------- | ----------- |
| Pacífico Fútbol Club      | Colombia   | 2011 - 2012 |
| Deportivo Pereira         | Colombia   | 2012 - 2013 |
| Universidad de Costa Rica | Costa Rica | 2014 - 2015 |
| Limón Fútbol Club         | Costa Rica | 2015        |
| Pérez Zeledón             | Costa Rica | 2016        |
| La Equidad                | Colombia   | 2016        |
| Limón Fútbol Club         | Costa Rica | 2017        |
| Valledupar F. C.          | Colombia   | 2019        |
| Atlético Chiriqui         | Panamá     | 2020        |
| Municipal Liberia         | Costa Rica | 2021 - 2022 |